# Momodou Sonko
Momodou Lamin Sonko (* 31. ledna 2005) je švédský profesionální fotbalista, který hraje na pozici útočníka za belgický klub KAA Gent.

## Klubová kariéra
Momodou Sonko hrál v klubu Västra Frölunda v Göteborgu, než se v roce 2020 přesunul do BK Häcken. Tam se rychle představil jako jeden z nejslibnějších mládežnických hráčů v klubu.
Sonko podepsal svou první dlouhodobou profesionální smlouvu s klubem v květnu 2022. Jeho profesionální debut za Häcken následoval 30. srpna 2022, kdy si zahrál při pohárovém vítězství 2:1 proti Älmhultu.
V Allsvenskan debutoval 2. října 2022, kdy nahradil Erika Friberga při venkovní remíze 1:1 s Varbergs BoIS.
Na konci sezóny byl natrvalo povýšen do prvního týmu poté, co mu pomohl vyhrát jeho první ligový titul v historii.
Znovu na sebe upozornil hned na začátku sezóny 2023, kdy si připsal gól a přidal asistenci a nastartoval výhru 5:0 v domácím poháru nad Jönköpings Södra.
29. ledna 2024, dva dny před svými 19. narozeninami, podepsal Momodou smlouvu v KAA Gent do roku 2028. S částkou kolem 8 milionů eur překonal přestupový rekord klubu.

## Reprezentační kariéra
Sonko se narodil ve Švédsku a je gambijského původu. Je švédským mládežnickým reprezentantem.

## Statistiky

### Klubové
Platí k zápasu hranému 26. října 2023.
| Klub              | Sezóna            | Liga              | Liga   | Liga | Národní pohár | Národní pohár | Ligový pohár | Ligový pohár | Kontinentální | Kontinentální | Ostatní | Ostatní | Celkově | Celkově |
| Klub              | Sezóna            | Soutěž            | Zápasy | Góly | Zápasy        | Góly          | Zápasy       | Góly         | Zápasy        | Góly          | Zápasy  | Góly    | Zápasy  | Góly    |
| ----------------- | ----------------- | ----------------- | ------ | ---- | ------------- | ------------- | ------------ | ------------ | ------------- | ------------- | ------- | ------- | ------- | ------- |
| BK Häcken         | 2022              | Allsvenskan       | 2      | 0    | 7             | 3             | —            | —            | —             | —             | —       | —       | 9       | 3       |
| BK Häcken         | 2023              | Allsvenskan       | 21     | 7    | 1             | 1             | —            | —            | 9             | 3             | —       | —       | 31      | 11      |
| Celkově v kariéře | Celkově v kariéře | Celkově v kariéře | 23     | 7    | 8             | 4             | 0            | 0            | 9             | 3             | 0       | 0       | 40      | 14      |

## Úspěchy
BK Häcken
- Allsvenskan: 2022
- Svenska Cupen: 2022/23